# Portugals præsidentvalg i 1949
Portugals præsidentvalg i 1949 blev afholdt den 13. februar. Resultat var at Óscar Carmona fortsatte som præsident.

## Resultater
| Kandidater                       | Stemmer | % |
| -------------------------------- | ------- | - |
| Óscar Carmona                    |         |   |
| José Norton de Matos             |         |   |
| Notater: Listen er ufuldstændig. |         |   |
| Kilde:                           |         |   |